# Juan Molinar Horcasitas
Juan Molinar Horcasitas né le 18 décembre 1955 à Chihuahua et mort le 20 mai 2015, est un homme politique mexicain, secrétaire des Communications et des Transports entre le 3 mars 2009 et le 7 janvier 2011.